# Législation

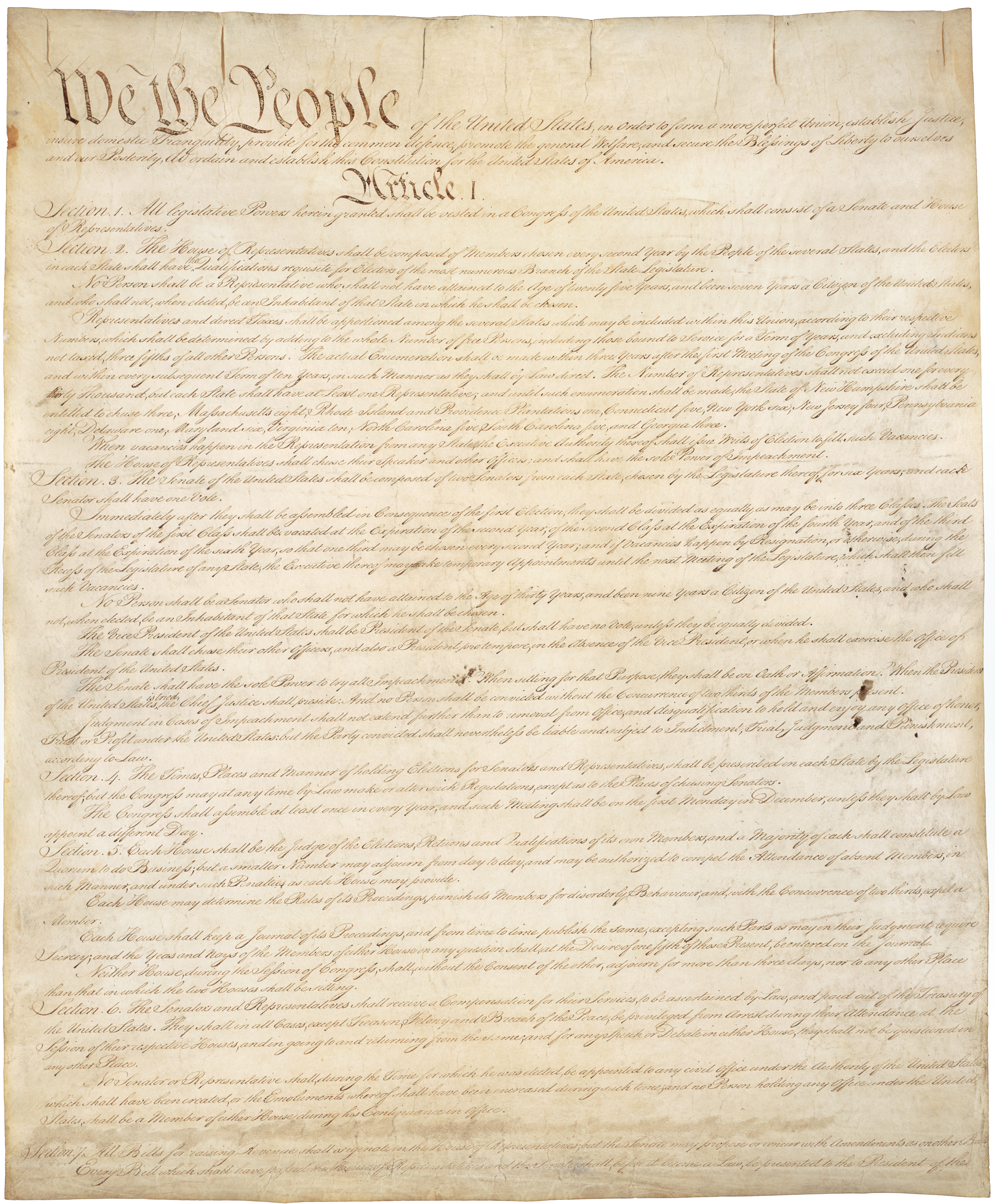
Constitution des USA, rassemblants toutes les législations sur les droits des citoyens.

En droit, la législation désigne « l'ensemble des lois d'un État ou des lois qui concernent un domaine déterminé du droit ; par exemple, la législation du travail ».
Le terme législation peut aussi englober la notion de « législation déléguée », qui désigne l'ensemble des règlements adoptés par le gouvernement en vertu de pouvoirs qui lui sont confiés par une législature.
Par conséquent, le sens du mot législation a une portée plus large que la notion de loi, puisqu'il peut également inclure les règlements gouvernementaux adoptés en vertu des lois. Ainsi, un règlement sur la sécurité routière fait partie des « lois et règlements », et donc de la législation, sans toutefois être une loi.